# 雅克斯 (伊利諾伊州)
雅克斯（英語：Jaques）是位於美國伊利諾伊州布朗縣的一個非建制地區。該地的面積和人口皆未知。

## 地理
雅克斯的座標為39°53′02″N 90°44′35″W / 39.88389°N 90.74306°W，而該地的平均海拔高度為156米（即512英尺）。